# Kosmos 638
Kosmos 638 (ryska: Космос-638) var en flygning i det sovjetiska rymdprogrammet. Farkosten sköts upp med en Sojuz-raket, från Kosmodromen i Bajkonur, 3 april 1974. Den återinträdde i jordens atmosfär och landade i Sovjetunionen den 13 april 1974.
Det var en obemannad testflygning inför Apollo-Sojuz-testprojektet.